# Live and Let Live!
Live and Let Live! (englisch für „Leben und leben lassen!“) ist der Slogan und Titel eines populären Plakats aus dem Jahr 1992, das die kroatischen Streitkräfte während des Kroatienkriegs zur Werbung und Propaganda einsetzten. Das Plakat bzw. sein Fotomotiv wurde in zahlreichen auch internationalen Publikationen über den Krieg veröffentlicht.

## Autor
Das Plakat wurde vom damaligen Leiter des War Press Center Novska Ivo Vrtarić (1949–2012) entworfen, einem Grafik-Designer, Multimediakünstler und Dokumentarfilmer. Er ist der Autor weiterer bekannter Kriegsplakate, z. B. „Help Nowska“ (Helft Novska) und „I moj tata je hrvatski vojnik“ (Auch mein Papa ist kroatischer Soldat).

## Beschreibung und Motiv
Das Plakat im Hochformat und Farbdruck hat die Maße 680 × 480 mm.
Das Plakatmotiv zeigt ein Schwarzweißfoto des kroatischen Soldaten Petar Dukarić (* 1971) aus Cvetlin in der Gemeinde Bednja (Gespanschaft Varaždin). Dukarić hatte sich im September 1991 als Freiwilliger der 1. Garde-Brigade Tigrovi angeschlossen. Das Foto zeigt ihn mit Stirnband, Zigarette im Mundwinkel in Tarnkleidung der kroatischen Nationalgarde (erkennbar am Ärmelabzeichen) an einer 12,7 mm-Flugabwehrkanone sitzend. Im Hintergrund ist an einer Hauswand der Graffito „Guns N’ Roses“ zu lesen.
Die Fotografie wurde vom Kriegsfotografen Željko Gašparović am 28. November 1991 in Stari Grabovac (Novska) in Westslawonien gemacht, an vorderster Frontlinie im Kampf gegen die Jugoslawische Volksarmee und serbische Freischärler.
Der englischsprachige Slogan Live and Let Live! in der Farbe Gelb steht über dem schwarz-weißen Fotomotiv und hebt sich von diesem und dem Untergrund ab. Er bezieht sich auf den Refrain des allgemein bekannten Liedes Live and Let Die (Leben und Sterben lassen), in der Version der Hard-Rock-Band Guns N’ Roses aus dem Jahr 1991.